# اصحاق خیل
اصحاق خیل (به انگلیسی: Isak Khel) یک منطقهٔ مسکونی در پاکستان است که در ناحیه لکی واقع شده‌است.